# Breguet Br.1001 Taon
Breguet Br.1001 Taon byl francouzský prototyp lehkého útočného stíhacího letounu vzniklý v 50. letech 20. století u firmy Breguet Aviation.

## Vznik a vývoj
V roce 1953 byli evropští letečtí výrobci vyzváni NATO k předložení návrhů lehkých stíhacích a stíhacích-bombardovacích letounů (Light Weight Strike Fighter) v rámci soutěže NBMR-1. Taon (francouzsky ovád, a současně anagram zkratky NATO, či její francouzské varianty OTAN) byl odpovědí firmy Breguet na tyto požadavky. Jednalo se o malý středoplošník se šípovými křídly a ocasními plochami a zatažitelným podvozkem příďového typu. Pohonnou jednotku představoval proudový motor Bristol Siddeley Orpheus B.Or.3. Společnosti byla udělena zakázka na tři prototypy, z nichž první vzlétl 25. července 1957. Druhý exemplář zahrnoval některá konstrukční zlepšení, a měl mírně delší trup. Další vývoj byl zastaven a výroba skončila u dvou kusů.

## Operační historie
Typ byl bez úspěchu podroben vyhodnocení spolu s prototypy Aerfer Ariete, Fiat G.91, Dassault Étendard VI, Northrop N-156 a Sud-Est Baroudeur. Letoun sice postoupil do užšího výběru, ale vítězství v soutěži připadlo stroji Fiat G.91. Státy NATO nakonec společný typ taktické stíhačky neobjednaly, a francouzská vláda dala přednost dalšímu vývoji typu Dassault Étendard.
Taon 25. dubna 1958 získal mezinárodní rychlostní rekord na uzavřeném okruhu o délce 1 000 km výkonem 1 064 km/h ve výši 7 620 m. 23. července pak rekord opět prolomil výkonem 1 075 km/h.

## Varianty
Br.1001
Prototyp poháněný motorem Bristol Siddeley Orpheus B.Or.3. Postaveny dva kusy.
Br.1002
Navrhovaný záchytný stíhač vyzbrojený řízenými střelami vzduch-vzduch. Nepostaven.
Br.1004
Navrhovaná sériová varianta s motorem Bristol Siddeley Orpheus B.Or.12. Nepostaven.

## Specifikace (Br.1001 Taon)

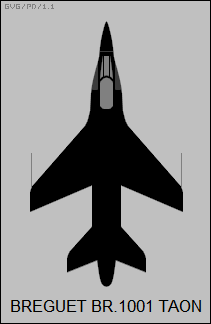
Breguet Taon - půdorysný pohled

### Hlavní technické údaje
- Osádka: 1 (pilot)
- Rozpětí: 6,8 m
- Délka: 11,68 m
- Výška: 3,7 m
- Nosná plocha: 14,7 m²
- Vzletová hmotnost: 5 000 kg
- Pohonná jednotka: 1 × proudový motor Bristol Siddeley Orpheus B.Or.3
- Tah pohonné jednotky: 21,6 kN

### Výkony
- Maximální rychlost: 1 194 km/h

### Výzbroj (plánovaná)
- 4 × 12,7mm kulomet Colt-Browning